# 四季 (チャイコフスキー)
『四季』（しき、原題（フランス語）：Les Saisons）作品37aは、ピョートル・チャイコフスキーが作曲した、ロシアの一年の風物を各月ごとに12のピアノ曲で描写した作品集。

## 概要
サンクトペテルブルクの音楽雑誌『ヌーヴェリスト』（「ゴシップ好き」または「短編小説家」の意味）の企画依頼で1875年から翌年にかけて作曲され、1885年に曲集として出版された。12曲とも三部形式で書かれている。また、各曲ともロシアの詩人が各月の風物を題材にした作品を参考にしているという。作曲当時ロシアではユリウス暦を使っていたため、それぞれの月の季節感は現在と多少ずれている。
なお、作品番号は「37a」となっているが、これは「作品37」として出版された「グランドソナタ（ピアノソナタ）ト長調」と区別するために「a」が付けられている。
後にソ連の指揮者・作曲家のアレクサンドル・ガウクが管弦楽編曲を施している。

## 構成
以下の12曲からなる。
1. 1月 炉端にて Janvier: Au Coin du Feu
モデラート・センプリチェ・マ・エスプレッシーヴォ - メノ・モッソ - テンポ・プリモ、イ長調（中間部はホ短調）、4分の3拍子。
アレクサンドル・プーシキンの詩による。
2. 2月 謝肉祭 Février: Carnaval
アレグロ・ジュスト - リステッソ・テンポ、ニ長調、4分の2拍子（中間部は4分の4拍子）。
ピョートル・ヴャゼムスキーの詩による。
3. 3月 ひばりの歌 Mars: Chant de l'Alouette
アンダンティーノ・エスプレッシーヴォ、ト短調、4分の2拍子。
アポロン・マイコフの詩による。
4. 4月 松雪草 (雪割草) Avril: Perce=neige
アレグレット・コン・モート・エ・ウン・ポコ・ルバート、変ロ長調、8分の6拍子。
マイコフの詩による。
5. 5月 白夜 (五月の夜) Mai: Les Nuits de Mai
アンダンティーノ - アレグロ・ジョコーソ - アンダンティーノ、ト長調（中間部はロ短調）、8分の9拍子（中間部は4分の2拍子）。
アファナーシー・フェートの詩による。
6. 6月 舟歌 Juin: Barcarolle
アンダンテ・カンタービレ - ポコ・ピウ・モッソ、ト短調（中間部はト長調）、4分の4拍子（中間部は4分の3拍子）。
アレクセイ・プレシチェーエフの詩による。この曲集の中ではトロイカと並び有名な作品であり、物悲しい旋律が繰り返される。
7. 7月 刈り入れの歌 (草刈り人の歌) Juillet: Chant des Moissonneurs
アレグロ・モデラート・コン・モート、変ホ長調、4分の4拍子。
アレクセイ・コリツォフの詩による。
8. 8月 収穫の歌 (取り入れ) Août: La Moisson
アレグロ・ヴィヴァーチェ - ドルチェ・カンタービレ - テンポ・プリモ、ロ短調（中間部はニ長調）、8分の6拍子。
コリツォフの詩による。
9. 9月 狩りの歌 (狩) Septembre: La Chasse
アレグロ・ノン・トロッポ、ト長調、4分の4拍子。
プーシキンの詩による。
10. 10月 秋の歌 Octobre: Chant d' Automne
アンダンテ・ドロローソ・エ・モルト・カンタービレ、ニ短調、4分の4拍子。
アレクセイ・コンスタンチノヴィッチ・トルストイの詩による。演奏記号が特徴的で、ものさびしい季節の情感をシンコペーションを使って歌い上げている。
11. 11月 トロイカ Novembre: Course en Troïka
アレグロ・モデラート - グラツィオーソ - テンポ・プリモ、ホ長調（中間部はト長調）、4分の4拍子。
ニコライ・ネクラーソフの詩による。この曲集で最もよく知られている曲である。ペンタトニックを用いている。
12. 12月 クリスマス Décembre: Noël
テンポ・ディ・ヴァルス、変イ長調（中間部はホ長調）、4分の3拍子。
終曲。半音階を使って転調している。ヴァシーリー・ジュコーフスキーの詩による。

## 使われた作品など
2月 謝肉祭
- 音楽
  - 日本の音楽ユニットであるALI PROJECTの楽曲「日出づる万國博覧会」のサビに引用されている。

6月 舟歌
- 映画
  - 子熊物語 - フランス映画、ジャン・ジャック・アノー監督、1988年公開。BGMとして。
  - 愛を綴る女 - フランス映画、ニコール・ガルシア監督、2016年公開。主人公が半生の中で最も恋した人物が、劇中で『舟歌』をピアノで弾くシーンがあり、その後もこの映画の中で重要な曲として出てくる。
  - 暖流 - 日本映画（1939年版）
  - Firebird -イギリス、エストニア合作映画、ペーテル・レバネ監督、2021年公開、日本では2024年公開。数々の映画賞を受賞。1970年代後期ソ連占領下のエストニア空軍基地を舞台に、俳優志望のソ連軍兵士とエース戦闘機パイロットの恋を描いた実話を基に制作された。抑圧的な社会の支配下で魅力、友情、そして喪失を経て乗り越えていく物語。
- テレビドラマ
  - 西部警察 PART-III - 最終回スペシャル「大門死す! 男達よ永遠（とわ）に…」で使用される。

11月 トロイカ
- NHKみんなのうた - 「ぼくらのトロイカ」（作詞・中山知子、編曲・山本直純）として、歌付きで1965年2月頃に放送された。